# Aspectualiteit
Met aspectualiteit doelt men op de temporele eigenschappen die in een zin door middel van lexicale en semantische elementen tot uitdrukking worden gebracht. De aspectualiteit staat daarmee als zodanig los van het tempus van het werkwoord.

## Aspectualiteit en aspect
Aspectuele verschijnselen in het algemeen worden gevat onder de noemer aspectualiteit, terwijl de term aspect betrekking heeft op de specifieke categorieën. Het eerste kan ook een verzamelterm zijn voor alleen situationeel en perspectivisch aspect. Situationeel aspect, lexicaal aspect of Aktionsart (‘soort van handeling’) hebben betrekking op standen van zaken van gebeurens voor wat hun temporele eigenschappen betreft. Toestanden die worden uitgedrukt door statieve uitdrukkingen (zoals het werkwoord bestaan in het Nederlands) contrasteren met gebeurtenissen die worden uitgedrukt door gebeurlijke expressies (zoals aankomen in het Nederlands). Veel onderzoekers onderscheiden nog een derde aspectuele klasse, namelijk een proces of activiteit uitgedrukt door proceswerkwoorden (zoals lopen in het Nederlands). Daarbinnen onderscheidt Zeno Vendler in The Philosophical Review (1957) momentane gebeurens en prestaties (bijvoorbeeld een wedstrijd winnen), van duratieve gebeurens en voltooiingen (bijvoorbeeld een tekening maken).
Aspectualiteit is verder onder te verdelen op verschillende manieren, die hier specifiek beschreven worden met betrekking tot het Nederlands.

## Temporele begrenzing
Als we aspectualiteit bekijken vanuit tijdsbegrenzing, dan onderscheidt men in het Nederlands terminatief en duratief. In plaats van deze termen gebruikt men soms de benamingen perfectief en imperfectief. Terminatief betekent dan dat er wél sprake is van een begrenzing van de tijd, het eindigen van het handelen uit het gezegde op een gegeven moment. Deze eigenschap ontbreekt bij duratieve zinnen.
- Arnie fietste in noordelijke richting (duratief/imperfectief)
  - Het einde van de fietstocht is niet gegeven in de zin als inherent of beschreven component

- Arnie brak zijn pols toen hij van zijn fiets viel (terminatief/perfectief)
  - Het punt dat het bot definitief gebroken is, is het einde van de handeling van het gezegde. Dit is inherent aan het beschreven verschijnsel.

- Arnie brak telkens iets (duratief)
  - De opzichzelfstaande botbreuken kennen hun eindpunt, maar de toevoeging 'telkens iets' maakt de zin duratief, omdat dit geen inherent eindpunt kent.

## Verloop
Naast de temporele begrenzing kunnen we als aspectualiteit ook het verloop van de situatie en handeling in ogenschouw nemen. Bij terminatieve zinnen kijken we dan naar het onderscheid tussen een puntgebeuren en een eindpuntgebeuren. Ter illustratie twee voorbeelden:
- Arnie schopte tegen zijn fiets (puntgebeuren)
- Arnie maakte zijn fiets schoon (eindpuntgebeuren)

In duratieve zinnen onderscheidt men activiteiten van toestanden.
- Arnie loopt (activiteit)
- Arnie is oud (toestand)

## Binnenaspect en buitenaspect
Binnen de aspectualiteit kijken we ook naar het binnenaspect en het buitenaspect. In het geval van de buitenaspect nemen we de bepalingen in acht, bij het binnenaspect daarentegen doelen we op de zin zonder de bepalingen. In de volgende voorbeeldzin is het buitenaspect tussen haakjes gezet.
- Arnie loopt (al dagen richting het noorden)